# Плам-Лейк (Вісконсин)
Плам-Лейк (англ. Plum Lake) — місто (англ. town) в США, в окрузі Вілас штату Вісконсин. Населення — 553 особи (2020).

## Демографія
Згідно з переписом 2010 року, у місті мешкала 491 особа в 235 домогосподарствах у складі 163 родин. Було 796 помешкань
Расовий склад населення:
| - 98,8 % — білих - 0,2 % — корінних американців - 0,2 % — азіатів |

До двох чи більше рас належало 0,8 %. Частка іспаномовних становила 2,2 % від усіх жителів.
За віковим діапазоном населення розподілялося таким чином: 12,8 % — особи молодші 18 років, 59,7 % — особи у віці 18—64 років, 27,5 % — особи у віці 65 років та старші. Медіана віку мешканця становила 57,1 року. На 100 осіб жіночої статі у місті припадало 100,4 чоловіків;  на 100 жінок у віці від 18 років та старших — 101,9 чоловіків також старших 18 років.
Середній дохід на одне домашнє господарство  становив 80 802 долари США (медіана — 62 083), а середній дохід на одну сім'ю — 92 423 долари (медіана — 73 333). Медіана доходів становила 36 958 доларів для чоловіків та 38 750 доларів для жінок. За межею бідності перебувало 5,7 % осіб, у тому числі 3,0 % дітей у віці до 18 років та 2,4 % осіб у віці 65 років та старших.
Цивільне працевлаштоване населення становило 338 осіб. Основні галузі зайнятості: освіта, охорона здоров'я та соціальна допомога — 21,0 %, роздрібна торгівля — 13,6 %, фінанси, страхування та нерухомість — 13,0 %.